# 2021-es IIHF divízió I-es jégkorong-világbajnokság
A 2021-es IIHF divízió I-es jégkorong-világbajnokság egy tervezett jégkorongtorna volt. Az A csoportjának mérkőzéseit Ljubljanában, Szlovéniában rendezték volna május 9 és 15. között, a B csoport mérkőzéseit Katowicében, Lengyelországban rendezték volna április 26. és május 2. között. 2020. november 18-án az IIHF törölte a két tornát a Covid19-pandémia miatt.

## A csoport

### Résztvevők
| Csapat        | Kvalifikáció                                     |
| ------------- | ------------------------------------------------ |
| Franciaország | A 2019-es főcsoport 15. helyezettje, kiesett.    |
| Ausztria      | A 2019-es főcsoport 16. helyezettje, kiesett.    |
| Dél-Korea     | A 2019-es divízió I/A 3. helyezettje.            |
| Szlovénia     | Rendező, a 2019-es divízió I/A 4. helyezettje.   |
| Magyarország  | A 2019-es divízió I/A 5. helyezettje.            |
| Románia       | A 2019-es divízió I/B 1. helyezettje, feljutott. |

### Tabella
| Hely. | Csapat        | M | Gy | HGy | HV | V | G+ | G– | Gk | P |
| ----- | ------------- | - | -- | --- | -- | - | -- | -- | -- | - |
| 1.    | Franciaország | 0 | 0  | 0   | 0  | 0 | 0  | 0  | 0  | 0 |
| 2.    | Ausztria      | 0 | 0  | 0   | 0  | 0 | 0  | 0  | 0  | 0 |
| 3.    | Dél-Korea     | 0 | 0  | 0   | 0  | 0 | 0  | 0  | 0  | 0 |
| 4.    | Szlovénia (R) | 0 | 0  | 0   | 0  | 0 | 0  | 0  | 0  | 0 |
| 5.    | Magyarország  | 0 | 0  | 0   | 0  | 0 | 0  | 0  | 0  | 0 |
| 6.    | Románia       | 0 | 0  | 0   | 0  | 0 | 0  | 0  | 0  | 0 |

## B csoport

### Résztvevők
| Csapat        | Kvalifikáció                                      |
| ------------- | ------------------------------------------------- |
| Litvánia      | A 2019-es divízió I/A 6. helyezettje, kiesett.    |
| Lengyelország | Rendező, a 2019-es divízió I/B 2. helyezettje.    |
| Japán         | A 2019-es divízió I/B 3. helyezettje.             |
| Észtország    | A 2019-es divízió I/B 4. helyezettje.             |
| Ukrajna       | A 2019-es divízió I/B 5. helyezettje.             |
| Szerbia       | A 2019-es divízió II/A 2. helyezettje, feljutott. |

### Tabella
| Hely. | Csapat            | M | Gy | HGy | HV | V | G+ | G– | Gk | P |
| ----- | ----------------- | - | -- | --- | -- | - | -- | -- | -- | - |
| 1.    | Litvánia          | 0 | 0  | 0   | 0  | 0 | 0  | 0  | 0  | 0 |
| 2.    | Lengyelország (R) | 0 | 0  | 0   | 0  | 0 | 0  | 0  | 0  | 0 |
| 3.    | Japán             | 0 | 0  | 0   | 0  | 0 | 0  | 0  | 0  | 0 |
| 4.    | Észtország        | 0 | 0  | 0   | 0  | 0 | 0  | 0  | 0  | 0 |
| 5.    | Ukrajna           | 0 | 0  | 0   | 0  | 0 | 0  | 0  | 0  | 0 |
| 6.    | Szerbia           | 0 | 0  | 0   | 0  | 0 | 0  | 0  | 0  | 0 |